# Rorys Aragón
Rorys Andrés Aragón Espinoza (Esmeraldas, 28 giugno 1982) è un ex calciatore ecuadoriano, di ruolo portiere.

## Palmarès

### Club

#### Competizioni nazionali
- Campionato ecuadoriano: 3

Emelec: 2001, 2002
El Nacional: 2005 (Clausura)
- Campionato belga: 2

Standard Liegi: 2007-2008, 2008-2009
- Supercoppa del Belgio: 1

Standard Liegi: 2008